# Batalha de Kilinochchi em 2008-2009
A batalha de Kilinochchi foi uma batalha travada entre as Forças Armadas do Sri Lanka e os Tigres da Libertação do Tamil Eelam (LTTE), conhecidos simplesmente como Tigres Tâmeis, para controlar a cidade de Kilinochchi. A batalha faz parte do episódio do norte da guerra de Eelam IV, durante a guerra civil do Sri Lanka, e que decorreu entre novembro de 2008 e janeiro de 2009. A cidade de Kilinochchi foi a sede administrativa e a capital de facto do Tamil Eelam, um estado proposto pelos Tigres Tâmeis que seria resultado de uma possível independência das regiões do Sri Lanka habitadas pelos tamêis.
O Exército do Sri Lanka conduziu uma ofensiva durante os meses de novembro de dezembro de 2008. Somente em dezembro, foram realizadas três tentativas de retomar a cidade. Isto foi negado pelos Tigres Tâmeis, e ambos os lados disseram ter provocado grandes perdas no outro lado do conflito, e disseram que sofreram apenas pequenos danos e perdas humanas. A Força Aérea do Sri Lanka lançou ataques aéreos contra posições dos Tigres em Kilinochchi, ataques vindos do norte, do sul, e do oeste da cidade. Como consequência, os Tigres se retiraram para pontos situados em selvas próximas. Mahinda Rajapaksa, o presidente do Sri Lanka, disse mais tarde que as Forças Armadas tinham capturado o controle da cidade, e exigiu a rendição e a entrega das armas por parte dos Tigres Tâmeis. Porém, os Tigres Tâmeis disseram para o Exército que as tropas aliadas ao governo tinham tomado para si uma "cidade fantasma" após a retirada das forças dos Tigres de Kilinochchi, e disse que o grupo militar tinha apenas perdas insignificativas.
Após a captura de Kilinochchi, vários governos estrangeiros exigiram que ambas as partes busquem uma solução política. A Bolsa de Valores de Colombo registrou alta expressiva, e a rúpia do Sri Lanka se estabilizou. Celebrações e festas, incluindo queima de fogos de artifício, aconteceram em ruas de várias cidades do Sri Lanka após a queda de Kilinochchi. Porém, um ataque suicida ocorreu em frente ao Quartel General do Exército em Colombo, durante as celebrações, e matou 3 pessoas e feriu outras 30. Subsequentemente, o Exército continuou a avançar no território antes ocupado pelos Tigres Tâmeis, capturando outros locais estratégicos, incluindo a Passagem do Elefante e toda a trajetória da autoestrada A9.

## História e plano de fundo
O Exército do Sri Lanka retirou-se de Kilinochchi em 1990, possibilitando aos Tigres Tâmeis a tomarem controle da cidade pela primeira vez. O Exército retomou a cidade durante as operações Sathjaya I, II e III em setembro de 1996. Porém, os Tigres Tâmeis lançaram a Operação Ondas Incessantes II em setembro de 1998 e capturou a cidade novamente, forçando o Exército a se retirar da cidade. A batalha causou grandes perdas humanas em ambos os lados, e a perda foi descrita pelo então porta-voz das Forças Armadas, o Brigadeiro Sunil Tannakoon, como "o maior golpe depois da batalha de Mullaitivu".
Embora Kilinochchi não seja um local estratégico importante em termos de operações militares, a cidade tem uma importância significativa, pois os Tigres Tâmeis a usam como a capital de facto de Tamil Eelam, o nome do estado pelo qual os Tigres Tâmeis queriam a independência. Segundo Vinayagamoorthy Muralitharan, mais conhecido como "Coronel Karuna", um ex-comandante dos Tigres Tâmeis, a cidade de Kilinochchi era importante porque simbolizava a instituição e a supremacia dos Tigres Tâmeis. De acordo com o governo do Sri Lanka, todas as áreas administrativas da cidade estavam sob as mãos de autoridades governamentais, apesar dos Tigres estivessem com o controle da cidade.

### Capital administrativa
Após 2002, os Tigres Tâmeis usaram Kilinochchi como sede administrativa do território controlado pela organização. Os Tigres Tâmeis estabeleceram um centro policial, uma secretaria de paz e um banco nas áreas sob controle, e Kilinochchi foi a sede administrativa destas instituições. Os Tigres Tâmeis também estabeleceram e implementaram um sistema judicial que se consistia de cortes de distrito, altas cortes e a suprema corte, assim como a corte de apelação. A suprema corte também estava localizada em Kilinochchi.

## Preparativos
Após a captura da Província do Leste dos Tigres Tâmeis, o Exército avançou rapidamente para a Província do Norte. A cidade de Kilinochchi era o grande alvo das tropas durante a ofensiva. Com o avanço do Exército em várias frentes, a Divisão 57 e a Força Tarefa 1 (agora conhecida como Divisão 58) operaram na frente de batalha de Kilinochchi com o objetivo de capturar a cidade. O Major General Jagath Jayasuriya, o Comandante das Forças de Segurança de Wanni, liderou toda a operação. Ambas as divisões avançaram para o oeste do país; a Divisão 57 aproximou-se de Kilinochchi do sul e do oeste, enquanto que a Força Tarefa 1 seguiu para norte e capturou outras fortificações importantes dos Tigres com o objetivo de convergir para a cidade a partir do norte. No começo de outubro, toda a população de Kilinochchi deixou a cidade, e as instituições dos Tigres Tâmeis sediadas na cidade foram transferidas para Tharmapuram, uma pequena vila a cerca de 13 km de Kilinochchi.
A Divisão 57, liderada pelo Major General Jagath Dias, capturou a localidade de Akkarayankulam em 18 de outubro de 2008, Uma grande povoação localizada ao sudoeste de Kilinochchi. A captura Akkarayankulam permitiu ao Exército a atacar Kilinochchi do sudoeste. A junção de Iranamadu, localizada ao sul de Kilinochchi, também foi capturada, permitindo ao Exército a avançar para a cidade a partir do sul. As tropas da Divisão 57 tinham anteriormente capturado várias outras fortificações dos Tigres Tâmeis, tais como as fortificações de Adampan e de Kokavil.
A Força Tarefa 1, liderada pelo Brigadeiro Shavendra Silva, avançou para a costa oeste do Sri Lanka e capturou várias localidades estrategicamente importantes, tais como a região de Mannar, conhecida localmente como a "Bacia do Arroz", além das localidades de Viddathalthivu e de Nachchikuda. A Força Tarefa 1 lançou um ataque contra Pooneryn em 15 de novembro de 2008, utilizando tropas dos 2º e 3º regimentos de comando, e um esquadrão de forças especiais, obtendo sucesso. De lá, a Força Tarefa 1 seguiu para oeste e capturou Paranthan, permitindo ao Exército a atacar Kilinochchi a partir do norte.
Os Tigres Tâmeis construíram barreiras de terra e trincheiras em torno da cidade para parar o avanço das Forças Armadas do Sri Lanka. Foi construída uma barreira de terra no sul da cidade, e outra foi construída ao longo da rodovia B69, que liga Pooneryn a Parantham, e que atravessa o oeste da cidade de Kilinochchi. Os Tigres Tâmeis tinham organizado as suas unidades de elite, as brigadas de Charles Anthony e de Imran Pandiyan, juntamente com outras brigadas sob o comando dos coronéis Theepan, Bhanu e Lawrence, para a defesa de Kilinochchi. Enquanto isso, o Exército começou a lançar ataques de artilharia, enquanto que a Força Aérea começou seus ataques contra posições dos Tigres Tâmeis em Kilinochchi e em seus arredores. Um dos ataques aéreos teve como alvo o complexo de escritórios dos Tigres Tâmeis em Kilinochchi. O governo declarou em outubro de 2008 que estava pronto para capturar Kiinoichchi. Porém, o líder dos Tigres Tâmeis, Velupillai Prabhakaran, declarou numa entrevista por e-mail que a captura de Kilinochchi "era apenas uma alucinação do Presidente Mahinda Rajapaksa".

## Cronologia
As Forças Armadas do Sri Lanka começaram o ataque a Kilinochchi das três direções previamente descritas em 23 de novembro. Em dezembro, o Exército conduziu três ofensivas para tentar tomar Kilinochchi. Fortes monções afetaram ambos os lados em novembro e dezembro, e enchentes cobriram grandes quantidades de área em Kilinochchi e em seus arredores. Isto limitou os avanços das tropas, e minas terrestres foram levadas e espalhadas pelas inundações em torno da região. Durante a ofensiva, a Força Aérea do Sri Lanka lançou vários ataques aéreos contra Kilinochchi com o objetivo de apoiar o exército.
Em 10 de dezembro, os Tigres Tâmeis disseram ter tido a sua primeira ofensiva contra o Exército, matando 89 soldados. Porém, o Exército disse que perdeu apenas 20 soldados, e que matou 27 rebeldes.
Em 16 de dezembro, o Exército lançou um ataque multifrontal contra Kilinochchi. A ofensiva foi derrotada pelos Tigres Tâmeis, que disseram ter matado 130 soldados e ferido outros 300. Também disseram ter capturado 28 corpos de soldados do Exército. Porém, o Exército negou a alegação e disse que somente 25 soldados morreram durante a ofensiva, e que 18 desapareceram e 160 ficaram feridos durante a operação. Além disso, o Exército disse ter matado 120 rebeldes durante a ofensiva. Houve forte bombardeio e pesada artilharia de ambos os lados durante a batalha. O conflito durou 10 dias após a ofensiva, e durante este tempo, o Exército conseguiu capturar algumas partes das barreiras de terra erguidas pelos Tigres no oeste de Kilinochchi.
Em 20 de dezembro, os Tigres armaram uma contra-ofensiva assim que o Exército preparava uma ofensiva para capturar a vila de Iranamadu, localizada ao sul de Kilinochchi. Segundo os Tigres Tâmeis, 60 soldados do Exército morreram durante a contra-ofensiva, mas as alegações foram novamente refutadas pelo porta-voz das Forças Armadas do Sri Lanka, o Brigadeiro Udaya Nanayakkara, que disse que a contra-ofensiva causou a morte de apenas 12 soldados e que deixou outros 12 desaparecidos.

### Captura
Os Tigres Tâmeis começaram a retirar as suas tropas após a captura de Paranthan, em 31 de dezembro de 2008, assim que as tropas do Exército do Sri Lanka começaram a rodear a cidade. Em 2 de janeiro de 2009, o Exército do Sri Lanka adentrou na cidade de Kilinochchi. Segundo o Exército, as tropas encontraram resistência mínima assim que entraram na cidade, já que os rebeldes tinham se retirado para posições em selvas próximas. De acordo com o porta-voz das Forças Armadas do Sri Lanka, o Brigadeiro Udaya Nanayakkara, o Exército entrou na cidade de três direções diferentes, vencendo grupos de resistência dos Tigres. O avanço das tropas começou durante a tarde de 2 de janeiro, horário local, quando as unidades da Divisão 57 avançaram um quilômetro pela área urbanizada de Kilinochchi, vindos do oeste, e chegaram no centro da cidade. Mais unidades da Divisão 57 chegaram à cidade do sul, enquanto que a Força Tarefa 1 também avançou para a cidade, vindos do norte, ao longo da autoestrada A9.
Após a captura da cidade, a Bandeira do Sri Lanka foi hasteada pelo oficial comandante da Divisão 57, o Major General Jagath Dias, juntamente com bandeiras do Exército do Sri Lanka, da Força Aérea, e da Divisão 57.
A infraestrutura da cidade foi grandemente danificada quando o Exército tomou o controle da cidade. A maior parte das residências da região foi grandemente danificada, e uma grande caixa d'água foi destruída, que, segundo o Exército, foi destruída por explosões causadas pelos próprios Tigres Tâmeis. De acordo com um comandante sênior do Exército, os Tigres Tâmeis danificaram a infraestrutura da cidade para obstruir o avanço das Forças Armadas do Sri Lanka. O fornecimento de eletricidade da cidade também foi prejudicado. Porém, os Tigres Tâmeis disseram que a infraestrutura da cidade foi destruída pelos ataques da artilharia do Exército, e pelos ataques aéreos da Força Aérea.

## Reações
O Presidente do Sri Lanka, Mahinda Rajapaksa, anunciou a captura de Kilinochchi ao secretariado presidencial durante a noite de 2 de janeiro, e pediu para que os Tigres se rendam e abaixem as suas armas, e disse que isto poderia ser "a mensagem final" para os Tigres.. No seu discurso, ele disse que:

O que as nossas tropas conseguiram não foi simplesmente a captura da maior fortaleza dos Tigres Tâmeis, mas uma grande vitória na batalha mundial contra o terrorismo.
O jornal "The Island" descreveu que a captura de Kilinochchi foi um duro golpe contra o terrorismo, e que isto enviou uma forte mensagem dizendo que o mundo civilizado é capaz de eliminar a escória do terrorismo.
A TamilNet, um website pró-Tigres Tâmeis, disse que as tropas dos Tigres e civis foram para nordeste, e que o Exército capturou uma "cidade virtualmente fantasma". Balasingham Nadesan, o líder político dos Tigres Tâmeis, disse que a perda de Kilinochchi foi apenas um episódio insignificante no contexto de sua luta pela liberdade, e disse que:

A cidade de Kilinochchi foi capturada mais de uma vez pelo Exército do Sri Lanka anteriormente. De modo semelhante, nós também recapturamos a cidade anteriormente.
Vários governos estrangeiros expressaram os seus pontos de vista sobre a captura de Kilinochchi logo após o evento. Em 2 de janeiro, o Departamento de Estado dos Estados Unidos da América exigiu que o governo do Sri Lanka e os Tigres Tâmeis começassem as negociações sobre as "questões legítimas" do povo tamil.
O Secretário de Relações Exteriores da Índia, Shiv Shankar Menon, disse que poderia não haver uma solução militar para o conflito, indiferentemente de como a situação militar varie. Ele disse que poderia haver um "entendimento político dentro do contexto de um Sri Lanka unido", dentro do qual todas as comunidades poderiam estar confortáveis.
O governo do Reino Unido pediu para o Sri Lanka para que o país procurasse uma solução política. Segundo o Reino Unido, a necessidade de uma solução política está "ainda mais urgente" depois da captura de Kilinochchi realizada pelas Forças Armadas do Sri Lanka. Além disso, o Ministro de Relações Exteriores do Reino Unido, Lord Malloch Brown, e o Secretário de Estado de Desenvolvimento Internacional, Douglas Alexander, pediu para que ambas as partes do conflito respeitassem as Leis Humanitárias Internacionais.
A notícia da queda de Kilinochchi para as Forças Armadas do Sri Lanka teve como resultado celebrações em todo o país, tais como conecntrações da população nas ruas e a queima de fogos de artifício, principalmente nas cidades de Nuwara Eliya, Anuradhapura, Ampara, Kalutara e a capital, Colombo. Segundo o governo do Sri Lanka, a cidade de Jaffna festejou a queda de Kilinochchi com o hasteamento da bandeira do Sri Lanka, além de símbolos e demonstrações antiTigres Tâmeis. Porém, a TamilNet, o website pró-rebeldes, negou estas alegações e disse que o público foi forçado pelo Exército a festejar. Segundo o website, o Exército confiscou as carteiras de identificação da população da cidade para que as pessoas fossem forçadas a tomarem parte na celebração. O país marcou oficialmente a captura de Kilinochchi em 5 de janeiro, hasteando a bandeira nacional e observando dois minutos de silêncio em homenagem às tropas conquistadoras. Durante os dois minutos de silêncio, as rádios e as televisões do país exibiram uma tarja preta ou transmitiram músicas patrióticas, também como homenagem às tropas.

## Após a batalha
Após a captura de Kilinochchi realizada pelas Forças Armadas do Sri Lanka, a Bolsa de Valores de Colombo registrou uma alta de 5%, e a rúpia do Sri Lanka ficou estável. Após algumas horas após a declaração de vitória feito pelo presidente do Sri Lanka, um atentado suicida ocorreu em frente ao Quartel General do Exército em Colombo. Dois oficiais da polícia da Força Aérea morreram, e um membro do esquadrão antibomba também morreu. 30 pessoas ficaram feridas no ataque. Em 3 de janeiro, no mínimo 3 pessoas ficaram feridas após outra explosão num carro estacionado no Mercado de Pettah. Em 6 de janeiro, um grupo armado atacou e danificou os estúdios da Maharaja Televion/Broadcasting Network da Capital Mahajara, na cidade de Pannipitiya, após a mídia estatal ter acusado a organização de mídia de não dar tempo suficiente de cobertura do evento. A Repórteres sem Fronteiras condenou o ataque à emissora e disse que o ataque paraceu ter ocorrido porque a cobertura da organização de mídia "não foi suficientemente patriótico".
Logo após a captura de Kilinochchi, o governo decidiu banir novamente os Tigres Tâmeis, e desconsiderar o grupo militar como uma organização verdadeira; o governo já tinha banido anteriormente a organização, mas voltou atrás na decisão durante as negociações pela paz em 2001. O banimento entrou em vigor na meia-noite de 7 de janeiro, e, segundo o governo, o motivo principal foi "a utilização de civis como escudos humanos em áreas de difícil acesso e campo de visão, apesar dos pedidos do governo para soltá-los".
As Forças Armadas continuaram a avançar sobre os territórios controlados pelos Tigres e capturaram a importante posição dos Tigres de Pallai alguns dias depois da captura de Kilinochchi. Em 9 de janeiro, o Exército capturou a Passagem do Elefante, o istmo que liga a península de Jaffna ao restante da ilha. O Exército prosseguiu com sua ofensiva, com o objetivo de capturar Mullaitivu, a única grande fortificação remanescente dos Tigres Tâmeis. A fortificação foi capturada em 25 de janeiro.